# Kalciumnitrat
Kalciumnitrat Ca(NO3)2, är ett salt som består av kalciumjoner och nitratjoner. Gödningsmedlet kalksalpeter eller norgessalpeter innehåller kalciumnitrat men även en del ammonium i form av dubbelsaltet Ca5NH4(NO3)11⋅10H2O.
Kalciumnitrat är framför allt viktigt som gödningsmedel. Det framställs genom att behandla kalciumkarbonat med salpetersyra enligt formeln
{\displaystyle {\rm {CaCO_{3}+2\ HNO_{3}\rightarrow Ca(NO_{3})_{2}+CO_{2}+H_{2}O}}}
Kalciumnitrat är hygroskopiskt. Det finns ett kristallvattenhaltigt kalciumnitrat som tetrahydrat, Ca(NO3)2⋅4H2O. Det benämnes nitrocalcit som mineral.